# She's a Woman
〈She's a Woman〉은 영국의 록 밴드 비틀즈가 작곡한 곡으로 주로 폴 매카트니가 작곡했으며 레논-매카트니로 표기되었다. 존 레논은 가사에 기여했고 8중(브릿지)에 기여했다. 그 곡은 세션이 있던 날 아침에 스튜디오에서 완성되었다. 1964년에 그들의 마지막 싱글 음반인 〈I Feel Fine〉의 B-사이드로 발매되었고, 빌보드 핫 100에서 4위에 올랐다. 뉴질랜드에서는 이 노래가 1주일 동안 1위에 올랐다.
이 곡의 후렴구는 영화 《헬프!》(1965년)에서 짧게 들렸다.